# Martín Abarca de Bolea y Castro
Martín Abarca de Bolea y Castro (Nápoles. 1550- Siétamo,13 de febrero de 1616), conde de las Almunias, barón de Torres, de Clamosa, de Siétamo y del Rodellar, fue un escritor, humanista y poeta español que desarrolló su actividad en Aragón.
Hijo del vicecanciller don Bernardo y de doña Gerónima de Castro y de Pinós, heredó el mayorazgo de la casa y fue Conde de las Almunias, Barón de Torres, de Clamosa, de Siétamo, de Rodellar, etc. Se casó en primeras nupcias con Ana Fernández de Heredia y de Hijar, hija mayor del Conde de Fuentes, y en segundas nupcias con doña Ana de Mur, hija del Señor de Pallaruelo, de cuya unión nació la también escritora y poeta Ana Abarca de Bolea. 
De muy corta edad, don Martín entró a servir a Ana de Austria como menino, para seguir posteriormente la carrera militar. En 1577 es encargado del alistamiento de hombres y pertrechos en Aragón, lugar donde se documenta que prestaba servicio en los años de 1595 y siguientes, desconociéndose la fecha exacta de su muerte, probablemente posterior a 1602, cuando nació su hija Ana.
Cultivó varios géneros literarios y tuvo una destacada labor como humanista en la difusión y conocimiento de los clásicos. Fue un gran aficionado a las antigüedades, y se conoce su predilección por la numismática y su actividad como mecenas.
Escribió varias obras originales en castellano. Un poema de épica culta renacentista religiosa titulado Las lágrimas de san Pedro (Lérida, 1578) en octavas reales, unos Poemas de las amazonas —que no se publicaron—, una continuación de la obra Orlando innamorato (1482) de Mateo Boyardo con su Orlando determinado (1578), publicado en Lérida por Miguel Prats (según señala el editor de la bibliografía de Latassa, Miguel Gómez Uriel), y también, ese mismo año, en Zaragoza por Juan Soler. Además escribió varias poesías sueltas, obras todas ellas mencionadas por Juan Francisco Andrés de Uztarroz en su Aganipe de los cisnes aragoneses celebrados en el clarín de la Fama:

Don Martín aspirando a los fulgores

de sus doctos mayores,

con süave afluencia

imitó su gran diosa elocüencia:

el Poema lo diga celebrado

de Orlando enamorado,

las Lágrimas ardientes de san Pedro,

dignas de bronces, mármoles, y cedro,

y tanta artificiosa poesía

que enoblece, y corona su Talía.

Y de Paulo Véneto

en estilo tradujo, dulce y neto

la Historia del Oriente,

porque su nombre sea tan luciente

como el cuarto planeta,

y merezca el renombre de elocuente

historiador, y célebre poeta;

cuyo docto palacio fue museo

del resplandor Febeo,

donde del Ebro los ingenios graves

vencieron los acentos de las aves

de la madre amorosa de Cupido;

y en uno, y otro acorde sostenido

se celebró su fama

por cuanto extiende el sol su ardiente llama.
Juan Francisco Andrés de Uztarroz,
Aganipe de los cisnes aragoneses celebrados en el clarín de la fama,
págs. 26 y 27 de la edición en línea.

Tradujo también el Libro de las maravillas de Marco Polo, en edición publicada en Zaragoza en 1601: La «Historia del Oriente», de «Paulo Véneto», que cita arriba Uztarroz.
Andrés Rey de Artieda lo elogió en sus Rimas. También recibió elogios en el Laurel de Apolo (silva 2) de Lope de Vega en estos términos:

Para que el Ebro eternamente vea

que ilustremente vive

Don Martín de Bolea

en la inmortal trompa de la Fama,

cuyo sonoro círculo le llama,

hoy en las altas pirámides le escribe

haciendo a los adornos capiteles

trofeo de armas, y armas de laureles [...]
Félix Lope de Vega y Carpio, Laurel de Apolo, silva 2.